# L'Arbre de vie (film, 1957)
Pour les articles homonymes, voir L'Arbre de vie (homonymie).
Pour plus de détails, voir Fiche technique et Distribution.
L'Arbre de vie (Raintree County) est un film américain réalisé par Edward Dmytryk, sorti en 1957.

## Synopsis
En 1862, à Freehaven dans le comté de Raintree, des étudiants terminent leur année en posant pour la photo de classe. Parmi eux, John Wickliff Shawnessy et Nell Gaither, amis d’enfance, sont épris l’un de l’autre. Le professeur Jerusalem Webstern Stiles raconte à ses étudiants la légende locale, celle de l’Arbre de vie, l’arbre mythique aux feuilles d’or, qui donnerait à celui qui le trouve le secret de la vie. John, jeune idéaliste, décide de le trouver et parcourt les marais à sa recherche. Mais il s’égare et manque de se noyer. De retour en ville, il renonce à sa quête et reprend sa vie insouciante.
Quelque temps plus tard, lors de la fête de l'indépendance, John va faire la connaissance de Susanna Drake venue de La Nouvelle-Orléans séjourner dans le comté. Très vite il s’éprend de la belle sudiste et quand celle-ci lui annonce qu’elle est enceinte le jeune homme décide de l’épouser.
Lors de leur lune de miel à La Nouvelle-Orléans, Susanna découvre que son mari est un abolitionniste, choquée, elle proclame nerveusement que rien n'est pire que d'avoir une goutte de sang nègre dans son sang, et ce, malgré la véritable affection qu’elle avait pour sa nounou noire Henrietta, aujourd’hui décédée.
John constate que sa femme est tourmentée par son passé. En visitant les ruines de la plantation de Susanna, John apprend qu’elle a survécu enfant à un incendie qui a ravagé sa maison emportant ses parents et sa nounou Henrietta. Il apprend également que la mère de Susanna était prise de démence et la possible hérédité de la maladie hante Susanna.
Rentrés à Raintree, les années passent, les Shawnessy ont un fils Jim et vivent dans une apparence de bonheur. La naissance de leur fils ayant ravivé ses tourments, les troubles de comportement sont de plus en plus fréquents chez Susanna. Au cours d’une scène, la jeune femme déclare qu’elle est responsable de la mort de ses parents. Enfant, réalisant que son père était amoureux d’Henrietta, Susanna aurait révélé par un mot laissé à sa mère la liaison de son père. Cette nuit-là, prise de folie sa mère mis le feu dans la chambre d'Henrietta, l’incendie embrasa la maison ainsi que ses parents et la nounou. Susanna s’est toujours sentie responsable de la tragédie.
Malgré tout l’amour et le soutien que lui porte John, Susanna s’enfuit avec son fils vers le Sud. La Guerre de Sécession éclate et John doit partir au front. Il retrouve des amis de Raintree, Flash et Stiles, sur les champs de bataille. Après bien des combats, sa compagnie approche de la région où habitait Susanna, il retrouve son fils et on lui annonce que sa femme a sombré dans la folie, elle est maintenant internée dans un asile d’aliénés. À la fin de la guerre, John va chercher sa femme et la ramène chez eux.
Apaisée, Susanna réalise l’amour que Nell Gaither porte toujours à son mari et la sérénité qu’elle pourrait apporter à sa famille. Un soir, elle part à la recherche des rêves enfouis de John et après avoir fait ses adieux à son fils elle se dirige vers les marais trouver l’Arbre de vie. Son fils la suit à son insu. Le lendemain, découvrant leur disparition John organise des recherches pour les retrouver. Susanna est découverte morte noyée. Plus tard, il retrouvera son fils endormi au pied d’un arbre, le grand Arbre doré brillant dans la lumière du soleil.

## Fiche technique
- Titre : L'Arbre de vie
- Titre original : Raintree County
- Réalisation : Edward Dmytryk
- Scénario : Millard Kaufman, d'après le roman de Ross Lockridge Jr
- Musique (et direction musicale) : Johnny Green
- Chanson : The Song of Raintree County, paroles de Paul Francis Webster, interprétée par Nat King Cole et la chorale de la MGM
- Photographie : Robert Surtees
- Premier assistant opérateur : Fred Koenekamp (non crédité)
- Montage : John D. Dunning
- Direction artistique : William A. Horning et Urie McCleary
- Décorateur de plateau : Hugh Hunt et Edwin B. Willis
- Costumes : Walter Plunkett
- Effets spéciaux : Warren Newcombe
- Chorégraphe : Alex Romero
- Production : David Lewis (en), Millard Kaufman (producteur associé) et Thomas D. Tannenbaum (producteur associé)
- Société de production et de distribution : MGM
- Pays d'origine :  États-Unis
- Langue : anglais
- Format : Technicolor* Son : 70 mm 6-Track (Westrex Recording System) (70 mm prints) / Mono (35 mm anamorphic prints)
- Genre : Drame
- Durée : 166 minutes (version originale)
- Date de sortie :
  - États-Unis : 4 octobre 1957 (première)
  - États-Unis : 20 décembre 1957
  - France 24 décembre 1958

## Distribution
- Montgomery Clift (VF : Bernard Noël) : John Wickliff Shawnessy, un idéaliste qui s'éprend d'une belle sudiste
- Elizabeth Taylor (VF : Claude Winter) : Susanna Drake Shawnessy, la belle sudiste qu'épouse John
- Eva Marie Saint (VF : Martine Sarcey) : Nell Gaither, l'amie d'enfance et compagne d'études de John
- Nigel Patrick (VF : Bernard Dhéran) : Le professeur Jerusalem Webstern Stiles, un enseignant excentrique et libertin
- Lee Marvin (VF : Georges Aminel) : Orville « Flash » Perkins, un robuste gaillard buveur mais meilleur coureur du comté
- Rod Taylor (VF : Raymond Loyer) : Garwood B. Jones, le compagnon d'études de John qui deviendra un politicien opportuniste
- Agnes Moorehead : Ellen Shawnessy
- Walter Abel : T.D. Shawnessy, le père de John
- Jarma Lewis (VF : Jacqueline Porel) : Barbara Drake
- Tom Drake (VF : Michel François) : Bobby Drake
- Rhys Williams (VF : Yves Brainville) : Ezra Gray
- Russell Collins (VF : Pierre Leproux) : Niles Foster
- DeForest Kelley : l'officier sudiste
- John Eldredge (VF : Georges Hubert) : le cousin Sam
- Ruth Attaway (VF : Morena Casamance) : Parthenia
- Oliver Blake : Jake, le barman
- Don Burnett : Tom Conway
- Isabel Cooley : Soona, la bonne de Susana
- Jack Daly (VF : Jean Berton) : le photographe
- Rosalind Hayes : Bessie

Acteurs non crédités
- Michael Dante : Jesse Gardner
- James Griffith (VF : Jean Amadou) : le compagnon de recherche de M. Gray

## Autour du film
- La Metro-Goldwyn-Mayer, dans l’espoir de faire un nouvel Autant en emporte le vent[1] et de renouveler son triomphe, avait acheté les droits du best-seller de 1 100 pages de Ross Lockridge Jr., Raintree County, écrit en 1948[2]. Divers scénaristes travaillèrent à son adaptation pendant six ans et les réalisateurs William Wyler et Richard Brooks furent envisagés avant que la réalisation ne fût confiée à Edward Dmytryk.
- Le film fut souvent présenté comme la version yankee du film de Victor Fleming[3], mais il restera nettement inférieur à son célèbre modèle[4].
- On construisit des décors entiers à Culver City en Californie dans le lot no 3 des studios de la MGM. Ainsi la ville de Freehaven fut réalisée à partir d’un décor de western auquel on ajouta plusieurs bâtiments comme l’Hôtel de Ville de Freehaven et sa tour de l'horloge[5].
En 1971, le site de l’Arbre de vie a été vendu à des promoteurs ; les décors furent rasés et émergèrent de nouveaux immeubles baptisés Raintree condominiums en hommage au film[6].
Les autres lieux du film ont été tournés à La Nouvelle-Orléans, à Natchez dans le Mississippi et à Danville dans le Kentucky[3].
- L'Arbre de vie coûta le record de six millions de dollars, un budget rarement égalé pour un film MGM tourné aux États-Unis[2]. Le succès du film fut mitigé et ne rapporta que de faibles profits[2].
- Le film fut tourné dans un nouveau procédé grand format nommé « MGM Camera 65 », qui ne fut utilisé par la suite qu'en 1959 pour le film Ben-Hur de William Wyler[6]. Plus tard, le processus a été rebaptisé « Ultra Panavision 70 »[5].
- Au cours du tournage, Montgomery Clift fut victime d'un grave accident de voiture. Dans la soirée du 12 mai 1956, alors qu'il se rendait chez Elizabeth Taylor, il heurta un pylône. Grièvement blessé, l'acteur va subir plusieurs opérations de chirurgie plastique. Malheureusement, l'acteur gardera des séquelles au visage, notamment une légère paralysie du côté gauche. On peut s'en rendre compte dans certaines scènes du film tournées après l'accident.